# Calverton (Milton Keynes)
Calverton è un villaggio e parrocchia civile dell'Inghilterra, appartenente alla contea del Buckinghamshire.